# KDE

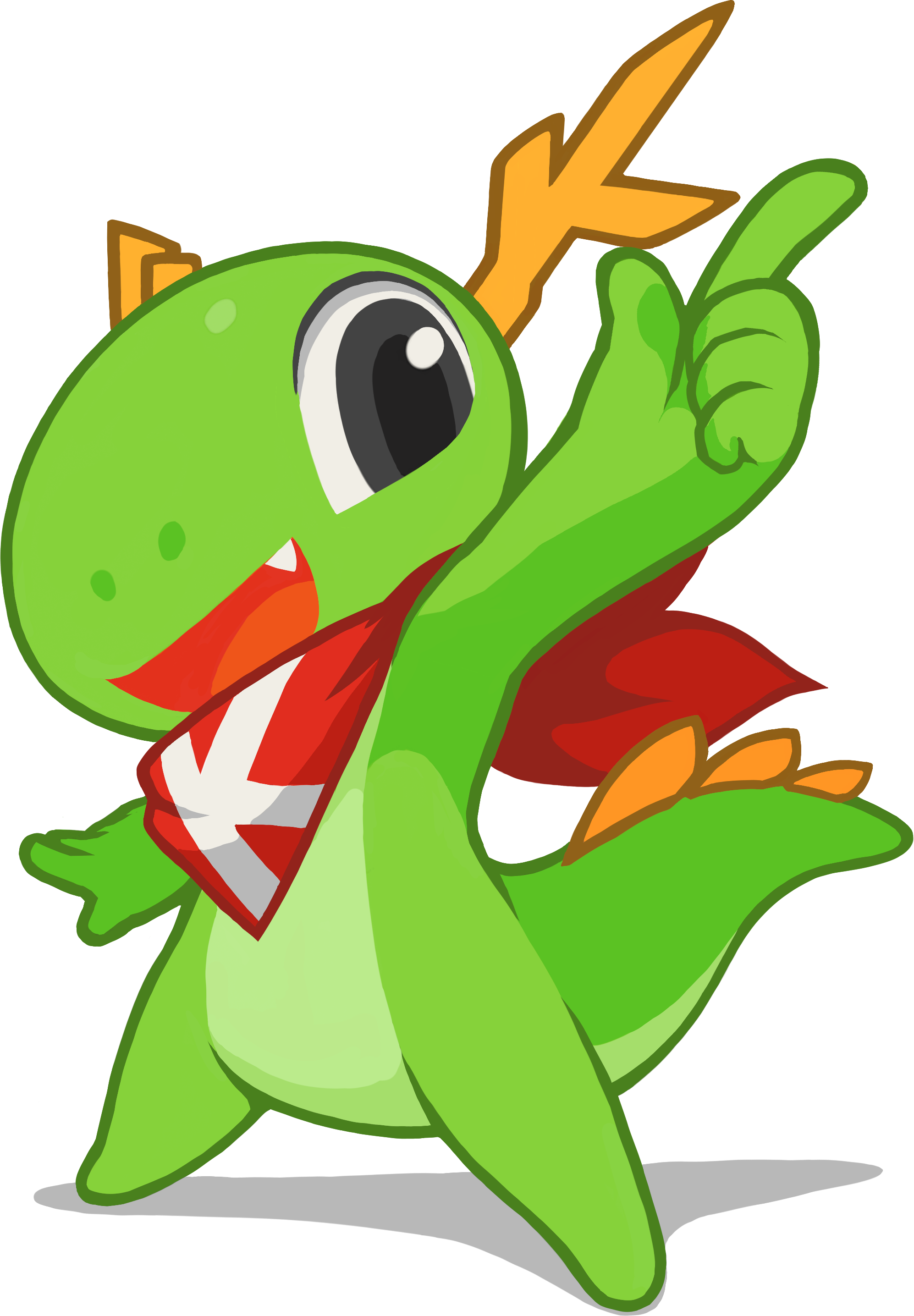
KDEのマスコット、Konqi。

KDE（ケーディーイー）は、Wayland又はX Window System上で動作するデスクトップ環境およびその環境用の各種アプリケーション、また、その開発プロジェクトを指すこともある。各コンポーネントのライセンスはGPLなど。GNOMEと並んで、広く使われている。
ツールキットにはQtを採用している。デスクトップ環境の他、ウェブブラウジングやファイル操作、マルチメディアの再生、オフィス作業など多くの用途のための数多くのアプリケーションプログラムも開発・提供している。

## 概要

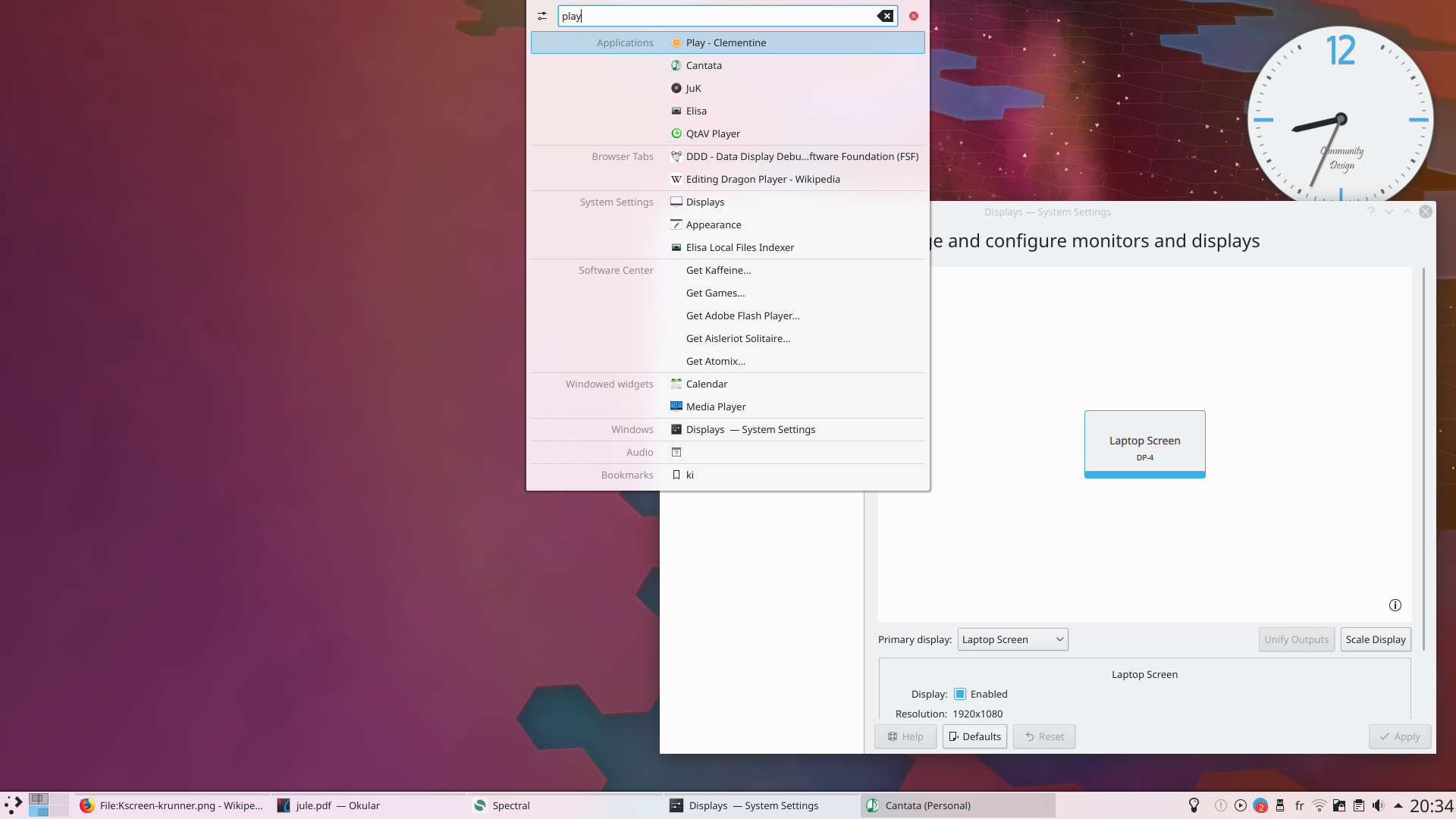
KDE Plasma 5のアプリケーションランチャー、KRunner

KDEにより提供されるアプリケーションは、GUIツールキットにQtを採用しており、ファイルマネージャ(Dolphin、Konqueror)やウェブブラウザ(Konqueror)、メディアプレーヤ(Kaffeine、Amarok)、メールソフト(KMail)、テキストエディタ(KEdit、KWriteやKate)、オフィススイート(KOffice)などの多くのアプリケーションを含む。また、環境設定はKDE3ではKControlから、KDE4ではKDE システム設定から管理でき、KDE環境の設定に加えて、KDMというログインアプリケーションや、ハードウェアへの設定変更もできるようになっている。

### 特徴
- インタフェースは、Microsoft Windowsなどからの影響が見られ、デフォルトで画面下部に配置されるパネルには、タスクバー、アプリケーションランチャ、システムトレイ、ページャ（仮想デスクトップ）、システムトレイなどを備える。freedesktop.orgを通じて、GNOMEやXfceなどの他のデスクトップ環境との操作体系の互換性も確保されている。
- KDE PIMモジュールなどで各アプリケーション間の連携が優れているほか、多くのアプリケーションで共通性のある操作方法を持ち、多くの設定も一元的に管理できることから統合的な環境として利用できる。

### ソースコードと配布について
KDEはソースコードと設定スクリプトが、FTPサーバ にリリースされる。また、多くのLinux/FreeBSDディストリビューションではコンパイル済みのバイナリパッケージがリリースされている。

### 名称について
KDEの旧称はK Desktop Environmentであり、KDEはその略称として使われていた。ただし、KDEのKはとくに意味はない。創始者のマティアス・エトリッヒが発足時に"Kool Desktop Environment"と称していたが、"K"は特別意味を持たせないことがすぐに決められた。デスクトップ環境Common Desktop Environment（CDE）をもじって命名したともされる。なお、収録されていたヒント（KTip）の一つに、「Linuxの頭文字"L"の前のアルファベットだ」とする記述が見受けられたが、この説は正しくない

。
2009年11月24日にコミュニティが関与している技術の拡大から名称変更し、「KDE」を正式名称として使用することに決定した。

### KDE4について
2008年からリリースされていたバージョンで、すでに安定版(4.1.x以降)がリリースされた。最大の変更はこれまで別種のアプリケーションとして提供されていたルートウィンドウ(KDesktop)、パネル(Kicker)、ウィジェットエンジン(SuperKaramba)をPlasmaに統合したことである。これによって操作感が刷新されたほか、古いウィンドウマネージャとの互換性を高めた。ファイルマネージャには、KDE4よりKonquerorに替わりDolphinが採用された（Konquerorも利用できる）。そのほか、ハードウェアとの関係が強化され、マルチメディアフレームワークのPhononにより洗練されたマルチメディア環境が整えられた。

### KDE Plasma 5について
KDE Plasma 5は、2014年7月からリリースされている第5世代のバージョンで、Qt 5とKDE Frameworks 5を採用している。また、モバイルオペレーティングシステムとしてPlasma Mobileが開発中である。

### KDE Plasma 6について
KDE Plasma 6は、2024年2月からリリースされている第6世代及び現行のバージョンで、Qt 6とKDE Frameworks 6を採用している。デフォルトのディスプレイサーバにWaylandを採用しており（X11も選択可能)、High Dynamic Range（HDR）のイニシャルサポート、色覚異常補正フィルタ、フローティングパネルのデフォルトサポート、フレームレスなアプリケーション表示などルック＆フィールが大きく変更された。またモバイルバージョンのアップデートや新規アプリケーション（グループウェア、旅行、スクリーンショット、チャット、YouTubeクライアントなど）の追加、検索（Plasma Search）のパフォーマンス改善のほか、削除されていたキューブエフェクト（Desktop Cube）も復活している。⁠

## KDEアプリケーションについて

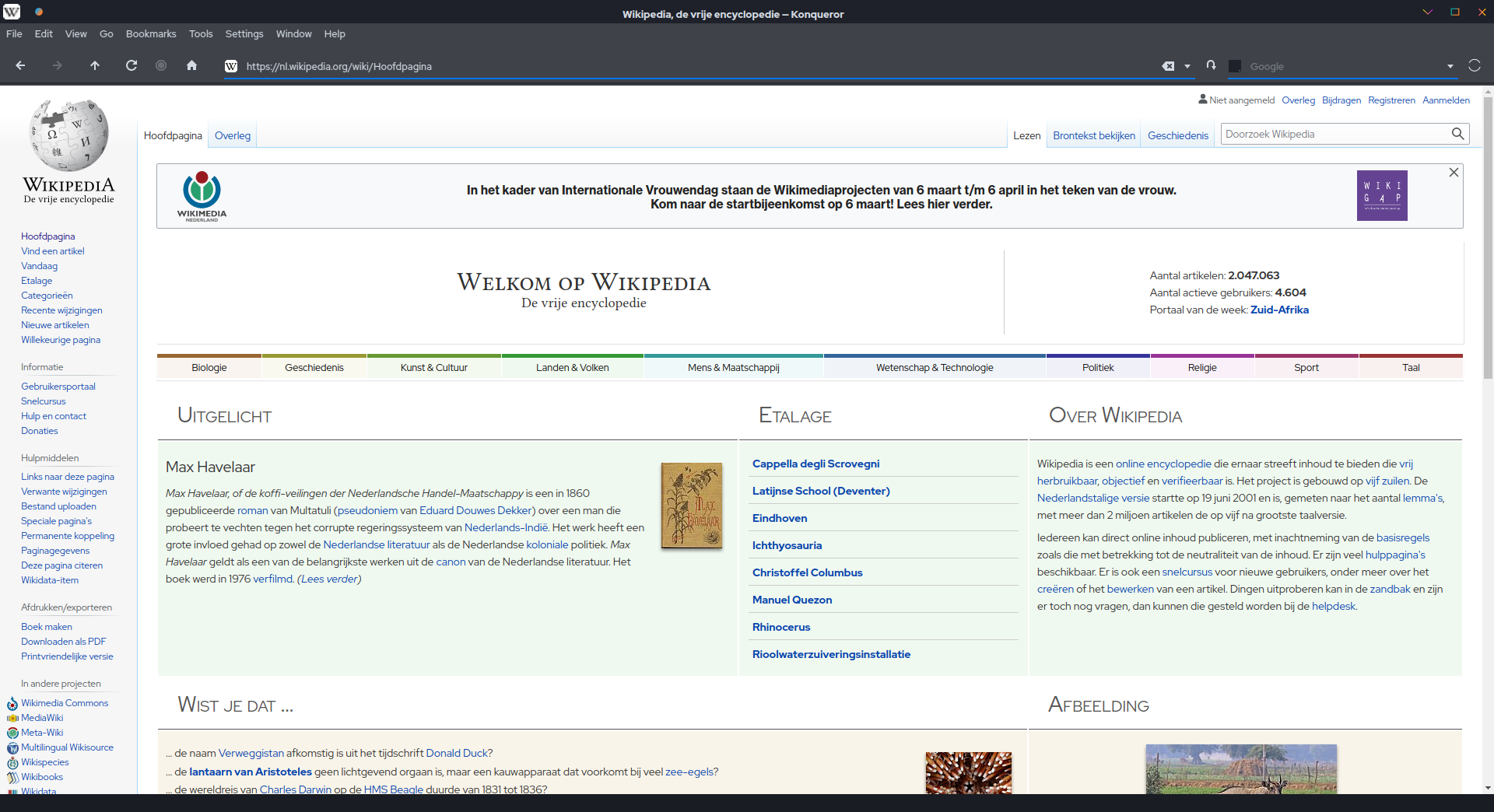
Konqueror

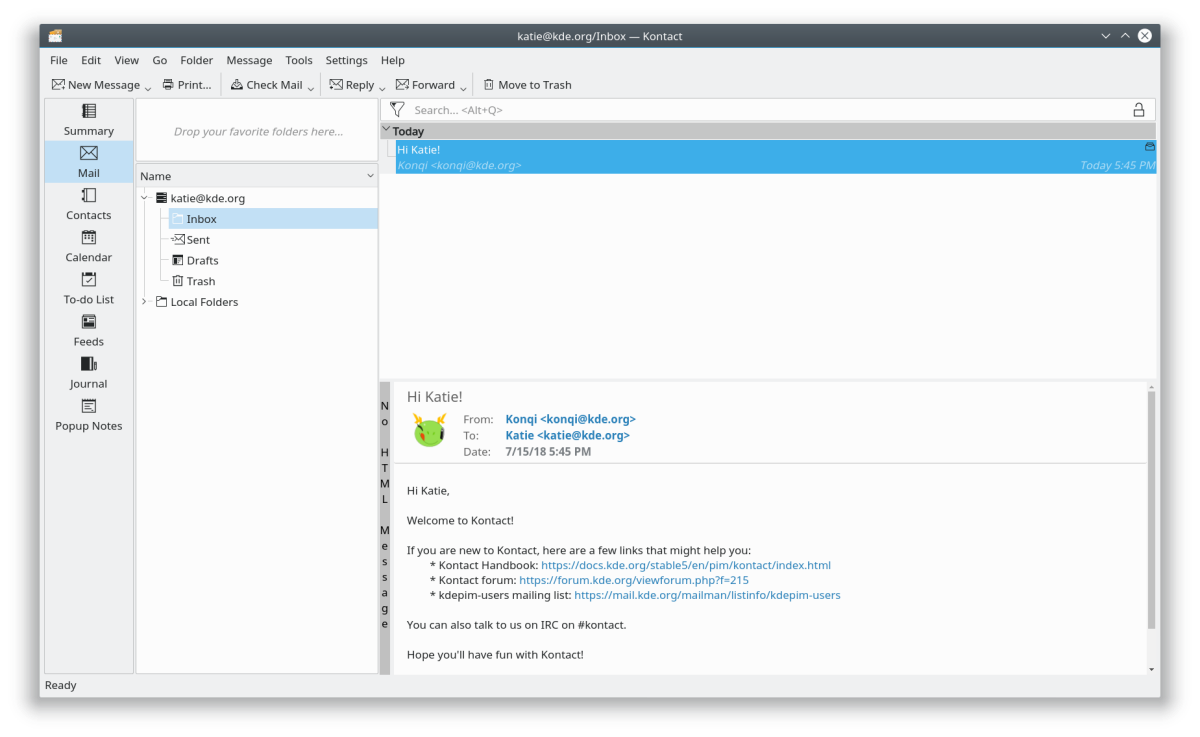
KMail

ここでは、KDEの一部として機能している各種アプリケーションの概要について述べる。

### ウィンドウマネージャについて
KWinが標準のウィンドウマネージャとして利用されており、3Dデスクトップなどのデスクトップ効果が利用できるほか、動作やテーマなどのさまざまなカスタマイズを行える。ルック・アンド・フィールは、KDE標準、CDE風、Windows風、BeOS風など、導入時点から複数のテーマを利用できるほか、インターネット上にも多数公開されている。
KDE4では、標準で使用するウィンドウマネージャを選択でき、CompizやMetacityなども利用できる。
また、KDE4ではPlasmaにより柔軟なデスクトップの管理、さまざまなウィジットの利用なども可能になっており、壁紙についても、仮想デスクトップ毎の変更や、アプリケーションの出力を表示できるようになっている。

### ファイルマネージャについて
KDE3ではKonqueror、KDE4、KDE5ではDolphinがその役割を担う。いずれもタブ機能、ファイルのサムネイル表示、充実したコンテキストメニューなど多くの機能を備える。
KDE4では標準で使用するファイルマネージャを選択でき、DolphinやKonquerorだけでなくさまざまなファイルマネージャをKDEで利用できる。

### ターミナルエミュレーターについて
Konsoleという端末エミュレーターが標準で用意されている。プロファイルによる設定の管理、背景色、文字色等の細かな設定等の機能を備える。
また、Konsoleはタブ機能も備えており、複数のウィンドウを開く必要無しにいくつかの操作を同時に行える。

### テキストエディターについて
Konquerorなどに組み込まれて使用されるエディター、KEdit、簡単なテキストの編集に向いているとされるKWrite、さらに多くの機能を備えるKateなどがある。
KWrite、Kateには検索や置き換え、その他基本的なエディターの機能が備わっている。

### イメージビューアーについて
Gwenviewが標準的なイメージビューアーとして用意されている。Gwenviewは、イメージのスライドショー機能、簡単なエディット機能、簡易的なファイルマネージャの機能をもつほか、プラグインによるさまざまな機能の拡張などにも対応している。

### メディアプレーヤーについて
音楽のコレクション管理、再生のためのAmarokや、動画を再生することも可能なKaffeine、Dragon Playerなどが用意されている。
KDE4向けのAmarokは、Plasmaのようなウィジットの機能なども搭載しており、Last.fmやShoutcastなどの各種インターネットサービスなども、簡単に利用できるようになっている。

### Webブラウザについて
ファイルの管理機能も備えるKonquerorが、KDE向けのウェブブラウザとして用意されている。レンダリングエンジンにはKHTMLを利用しており、Mozilla向けのプラグインなども、別途利用できる。そのほか、フォントや履歴、クッキーなどに関するさまざまな設定を行える。

### メーラー、PIM
メーラーとしてはKMailが用意されており、その他予定管理用のソフトウェアやアドレスブックなども含んだPIM、Kontactも用意されている。
KMailは、検索や振り分け等の機能など数多くの機能を備え、Kontactを利用することによって、予定やアドレスなどの数多くの個人情報をも管理できる。
その他、インスタントメッセージングをするためのKopeteも用意されており、MSN(Windows Live)やYahooなど、様々なアカウントでメッセージングを行える。

### オフィス作業向け
ワードプロセッサーのKWord、スプレッドシートのKSpreadなどが、KOfficeとして用意されており、さまざまなオフィス作業を行える。

### 開発者向け
KDevelopが用意されており、KDEアプリケーションやQtアプリケーションを開発する統合開発環境として利用できる。その他にもさまざまなKDE用アプリケーションがあり、様々な操作をKDE環境上で行うことができるようになっている。また、Konquerorなど、KDEアプリケーションの一部はWindowsやmacOSにも移植されている。

## 開発体制について
他の多くのフリー/オープンソフトウェアと同じく、ボランティアによる開発を中心としており、その他にもノベルや、Qtソフトウェア、Mandrivaなどの企業も開発に参加している。
開発の本拠地はドイツに置かれている。

## リリースについて
KDEのリリースには、大きく分けてプラットフォームリリースとスタンダードリリースがある。
- このうちプラットフォームリリース (x.0) はそれぞれのリリース間でAPIやABIなどのバイナリ互換性はない。このリリースは、Qtのリリース間隔と関連している。

- スタンダードリリースはメジャーリリース (x.1, x.2, x.3 など)とメンテナンスリリース (x.1.1, x.1.2, X.1.3 など)に分けられる。メジャーリリースは新機能を含み、メンテナンスリリースはバグフィックスが中心となる。

## 沿革とバージョン、スクリーンショット
- 1996年10月14日 - マティアス・エトリッヒが KDEプロジェクトを開始[10]

### KDE 1
- 1998年7月12日 - KDE 1.0リリース
- 1999年3月4日 - KDE 1.1リリース - さまざまな改良。新しい背景やアイコンが含まれている。

### KDE 2
- 2000年10月23日 - KDE 2.0リリース - DCOP、KIO、KHTML。Konquerorがウェブブラウザとして、KOfficeがオフィススイートとして含まれる。
- 2001年2月26日 - KDE 2.1リリース - メディアプレーヤのNoautanを含む。KDevelop。
- 2001年8月15日 - KDE 2.2リリース - 動作速度の改良。IMAP、iCalendarに対応。

### KDE 3
- 2002年4月3日 - KDE 3.0リリース - 新しい印刷フレームワークの採用。
- 2003年1月28日 - KDE 3.1リリース - 新しいテーマの採用。Konquerorでのタブブラウジング対応。
- 2004年2月3日 - KDE 3.2リリース - freedesktop.orgへのさらなる対応。Kopete、Kontactなどさまざまな新しいソフトウェアの追加。
- 2004年8月19日 - KDE 3.3リリース - Kontactの改良。インスタントメッセージングへのさらなる対応。
- 2005年3月16日 - KDE 3.4リリース - アクセシビリティ面での改良。Dbus/Halのサポート。
- 2005年11月29日 - KDE 3.5リリース - SuperKarambaウィジットエンジン。Webカメラのサポート。KHTMLの改良。

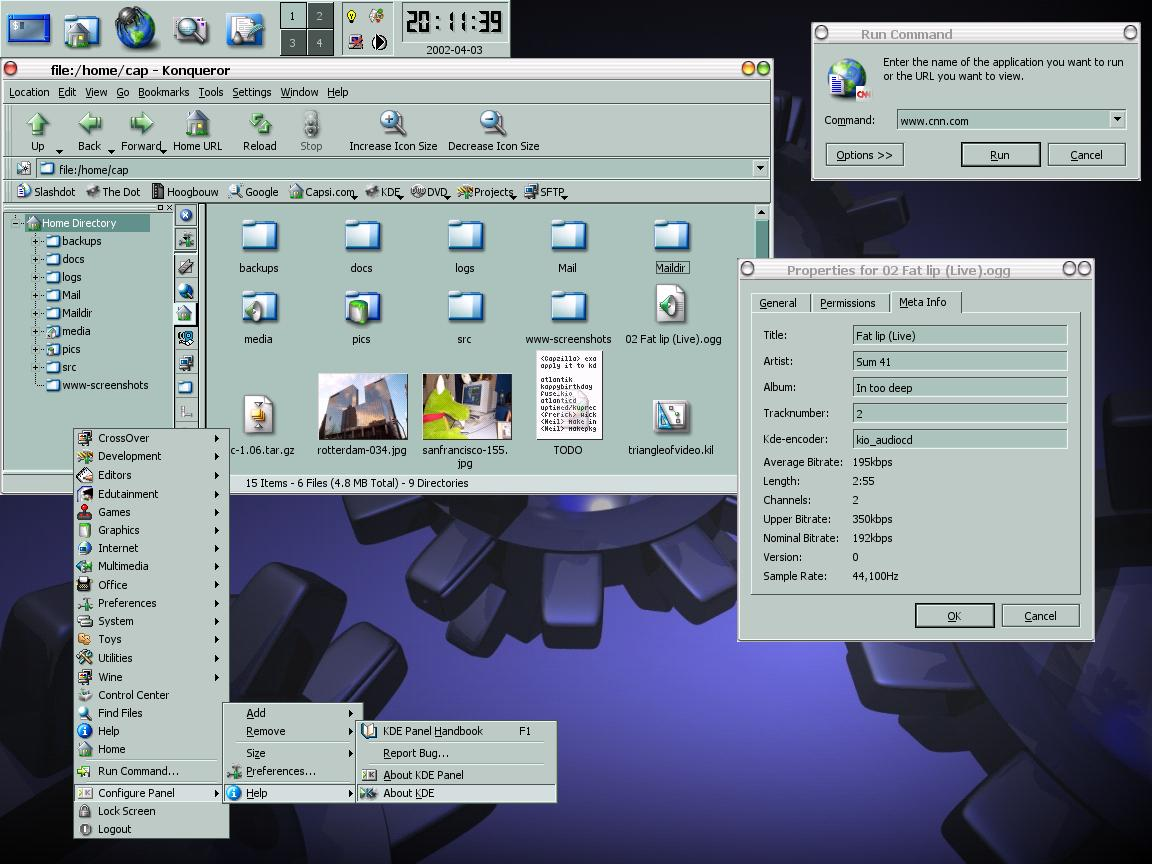
KDE 3.0
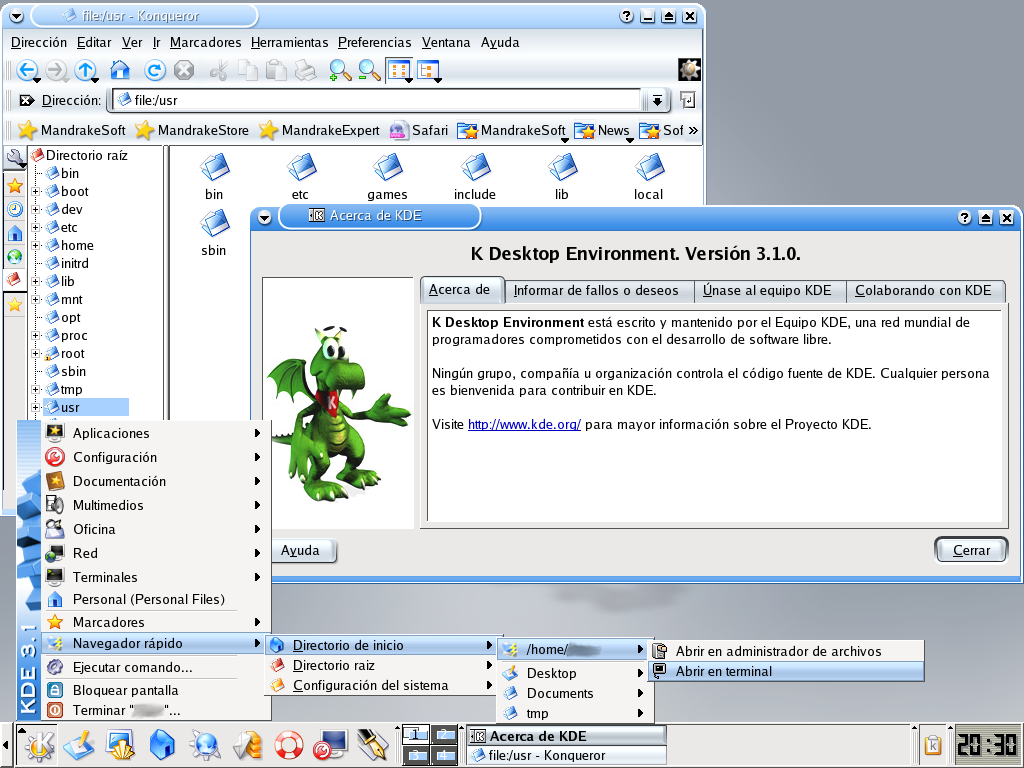
KDE 3.1
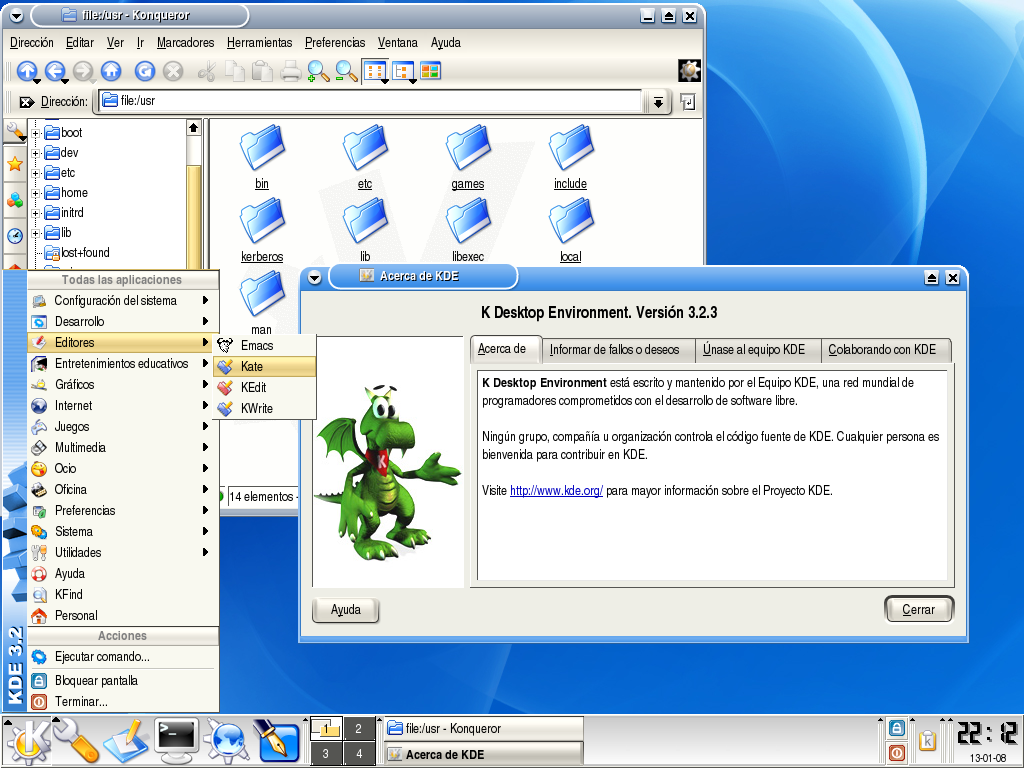
KDE 3.2
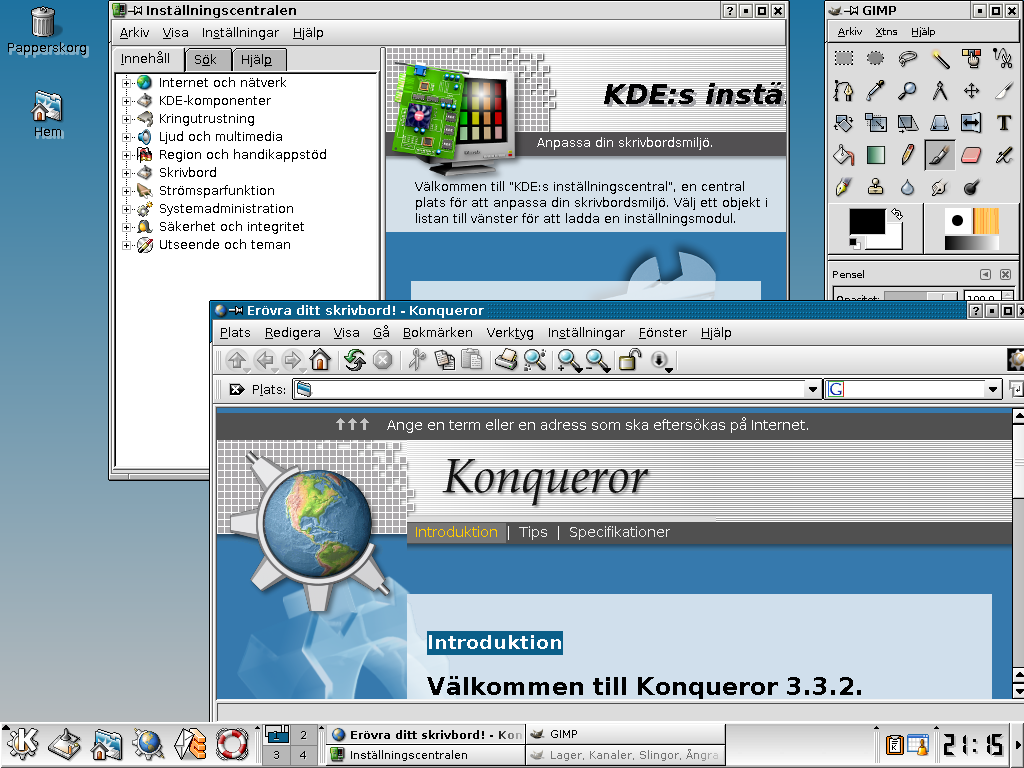
KDE 3.3
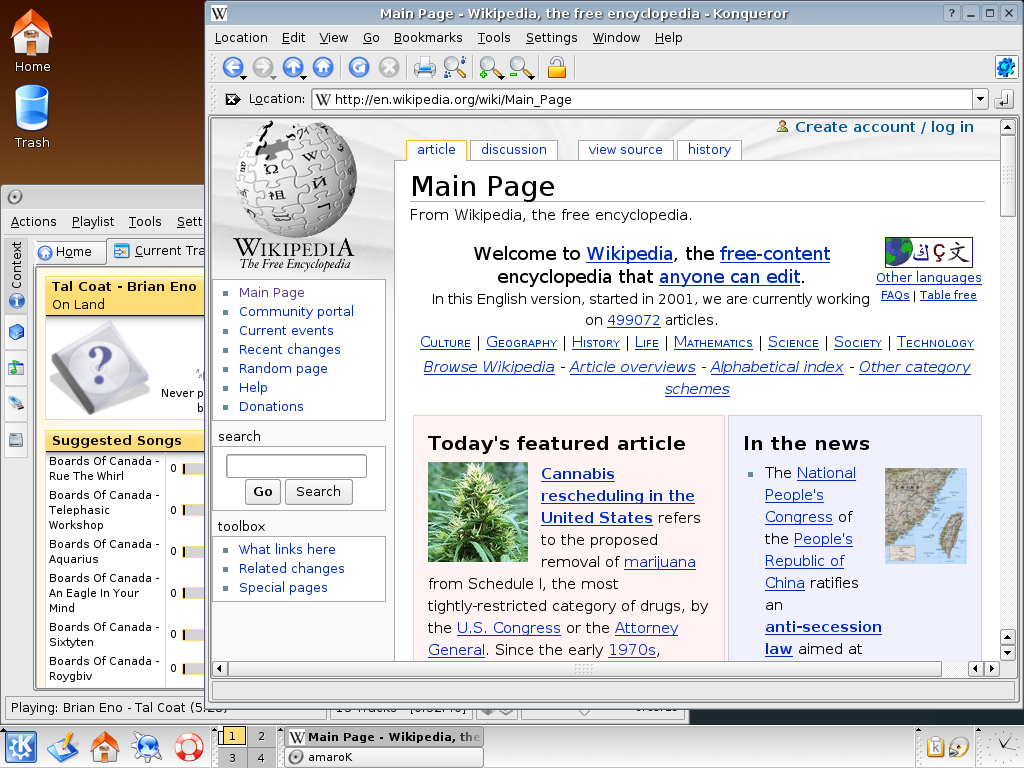
KDE 3.4
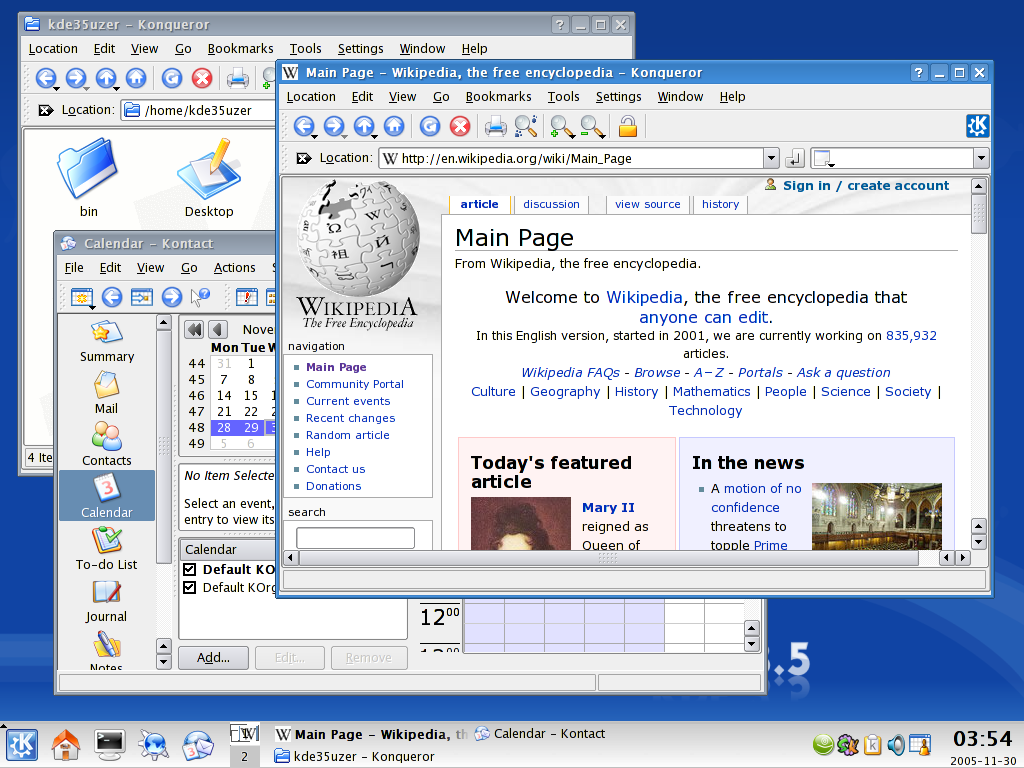
KDE 3.5

### Trinity Desktop Environment(TDE)
KDE3の開発は公式には3.5.10で終了したが、その後もTDEと名前を変え、有志の手によってメンテナンスが続けられている。詳細はTrinity (デスクトップ環境)を参照のこと。
- 2014年12月16日 - TDE R14.0.0(3.5.14に相当)リリース

### KDE 4
| バージョン       | リリース日     | おもな新機能と変更点 |
| ---------------- | -------------- | --- |
| 4.0              | 2008年1月11日  | Qt4ベースに移行 新テーマ(Oxygen)、Plasma、Phonon、Solid、Akonadiなどの新しいコアテクノロジ Dolphin、Okularなどによる一部アプリケーションの置き換え |
| 4.1              | 2008年7月29日  | Dragon Player、KDE PIMモジュールなどの新アプリケーション いくつかのアプリケーションが、WindowsやMac OS Xに対応 |
| 4.2              | 2009年1月27日  | KDE FrameworksなどPlasmaの改良 電源管理機能の追加 プリンター設定システムの改善 |
| 4.3              | 2009年8月4日   | PolicyKitへのフロントエンドの提供 多数のPlasmaウィジットの追加 ソーシャルネットワークのサポート強化 |
| 4.4              | 2010年2月9日   | KDE PIMの改善 Plasmaのネットブック向けインターフェイスの提供 |
| 4.5              | 2010年8月10日  | KonquerorのWebkitへの対応 アプリキャッシュ機能の搭載 |
| 4.6              | 2011年1月26日  | |
| 4.7              | 2011年7月27日  | |
| 4.8              | 2012年1月25日  | Dolphin と Gwenview のレンダリングを改善し、表示を高速化。 全体的なパフォーマンスの改善と安定性の向上。 電源管理設定の充実 |
| 4.9              | 2012年8月1日   | Dolphin に新機能を多数追加。 全体的なパフォーマンスの改善と安定性の向上。 |
| 4.10             | 2013年2月6日   | デザインや操作の一貫性や安定性が向上。 KWin にGet Hot New Stuff（GHNS）アプローチを統合。 |
| 4.11             | 2013年8月14日  | Plasma Workspaces、Dolphinのパフォーマンスの向上。 PIM stackの大規模な改善により、Python、JavaScript開発者の生産性を向上。 |
| 4.12             | 2013年12月18日 | PIM stackのパフォーマンスの向上。 多数のマイナー最適化、バグフィックス。 |
| 4.13             | 2014年4月16日  | Kontact、Okular、他に多数のアプリケーションに新機能。 多数のマイナー最適化、バグフィックス。 |
| 4.14             | 2014年8月20日  | Cantor (ソフトウェア)、Kanagram、Okular、Kate、Umbrello UML モデラー、Dolphin、Marble、他に多数のアプリケーションに新機能。 多数のマイナー最適化、バグフィックス。 このバージョンをもってPlasma WorkspacesとKDE Development Platformを凍結、開発の焦点をPlasma5、フレームワーク5へ移行する旨が発表された。 |
| 凡例サポート終了 |                | |

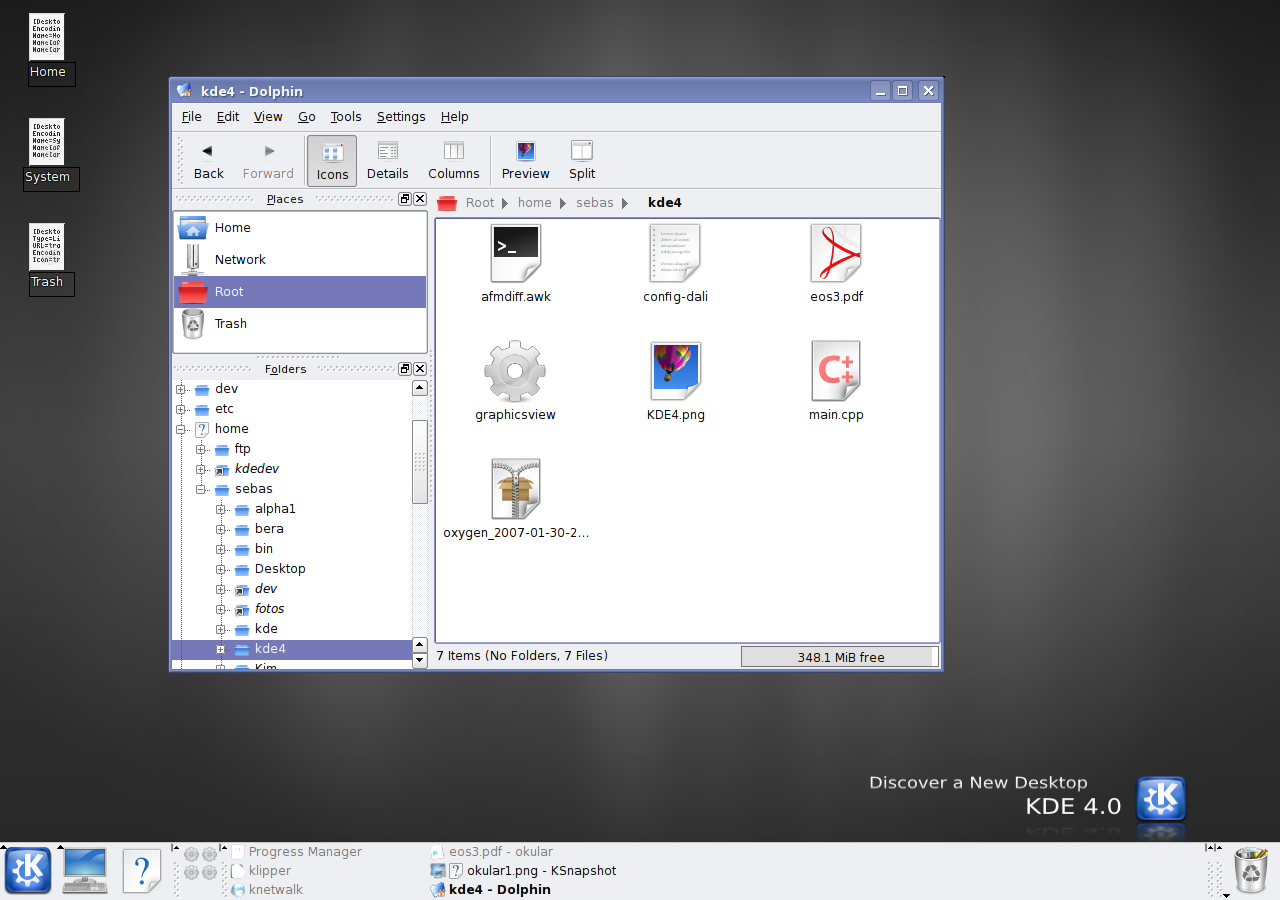
KDE 4.0 Alpha 1
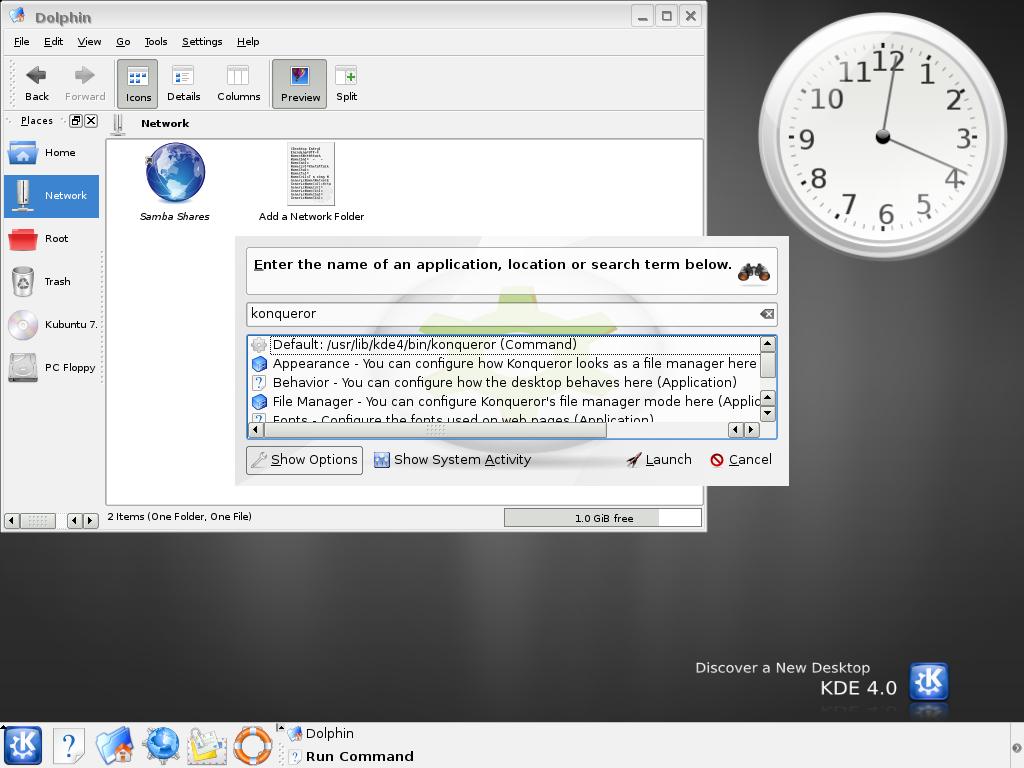
KDE 4.0 Beta 1
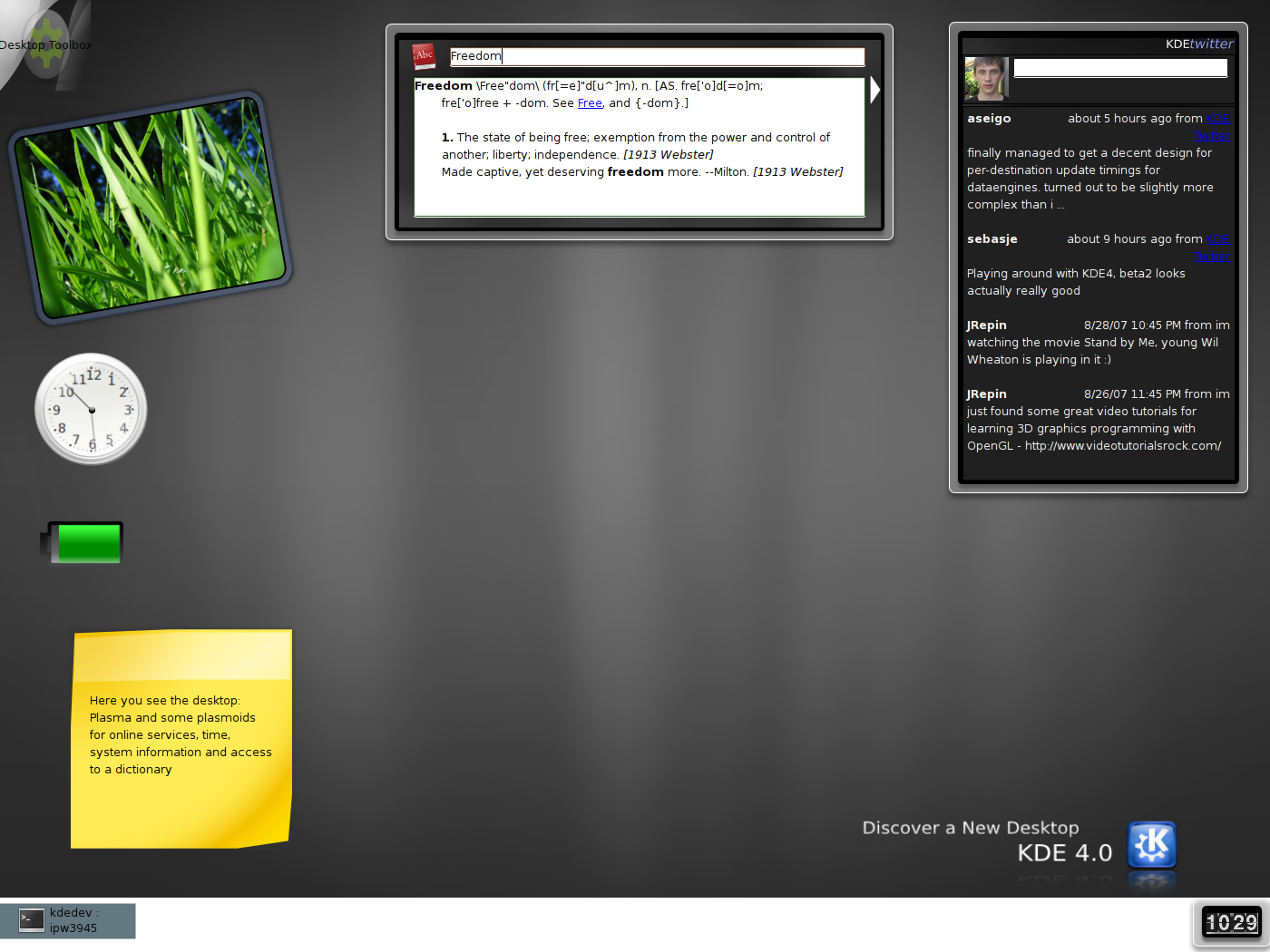
KDE 4.0 Beta 2
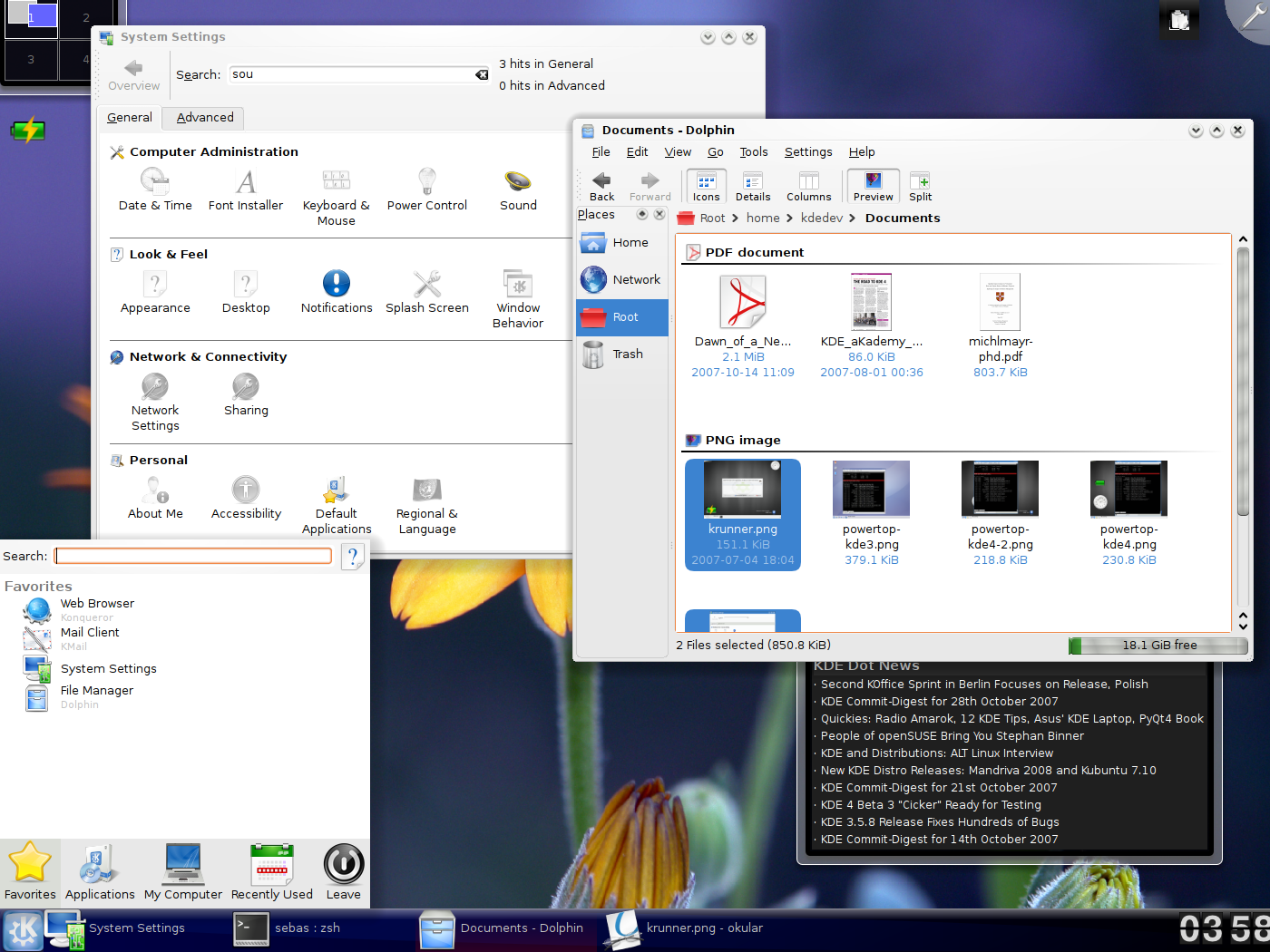
KDE 4.0 Beta 4
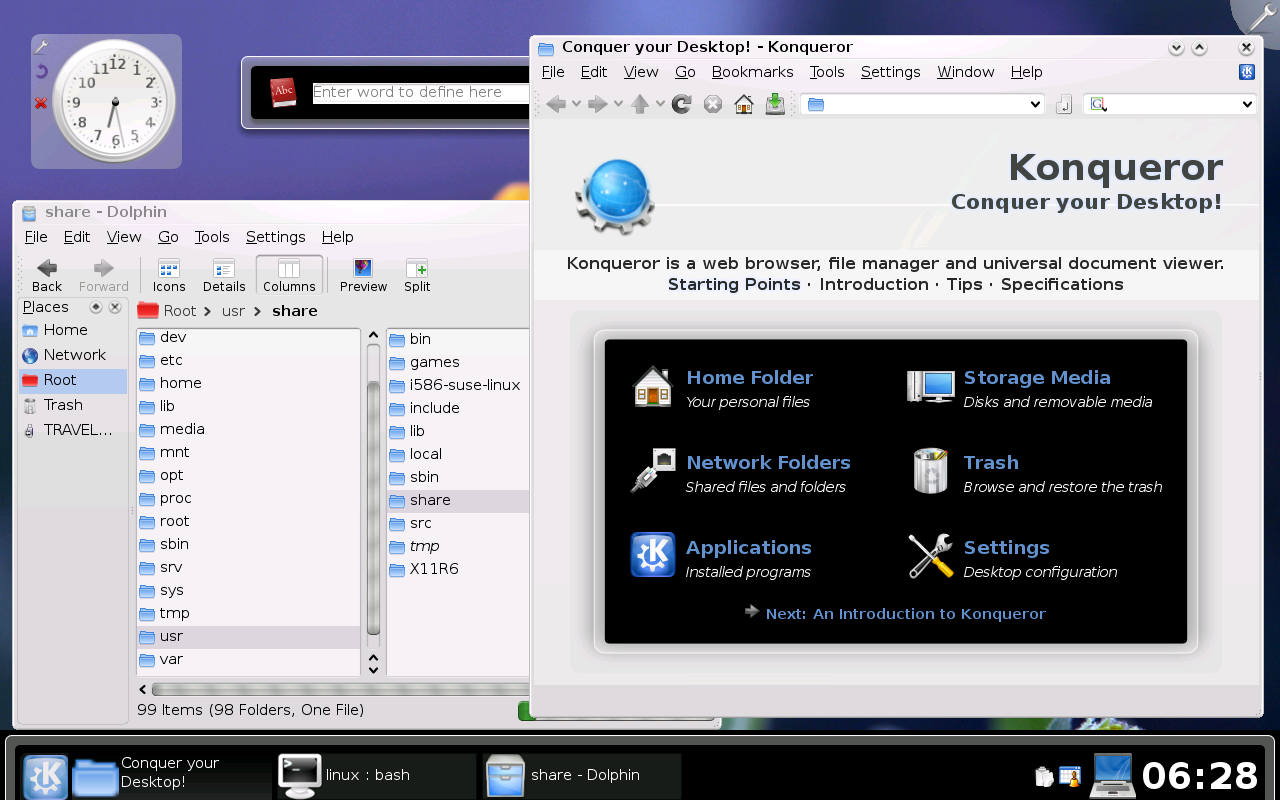
KDE 4.0 RC2
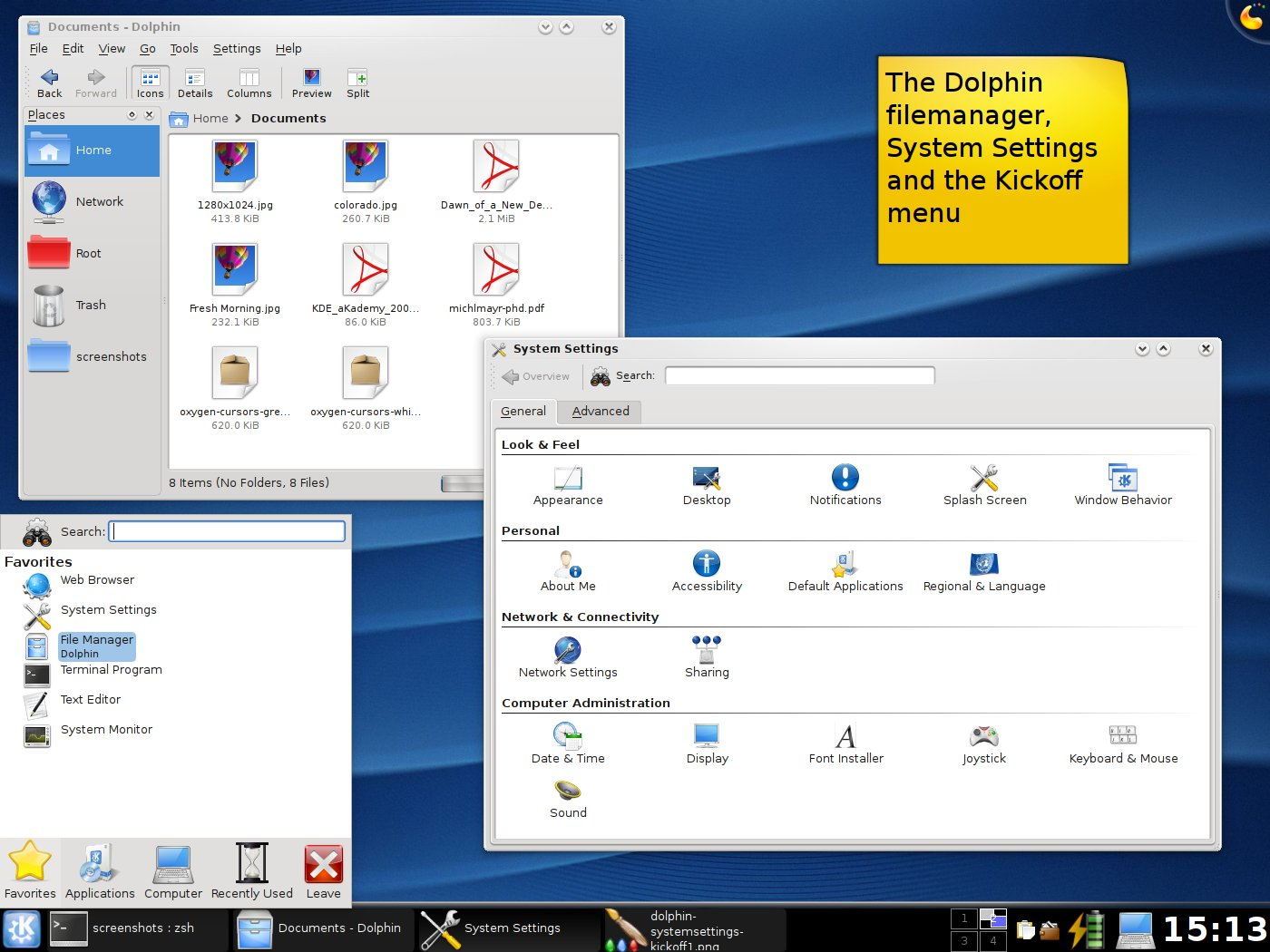
KDE 4.0
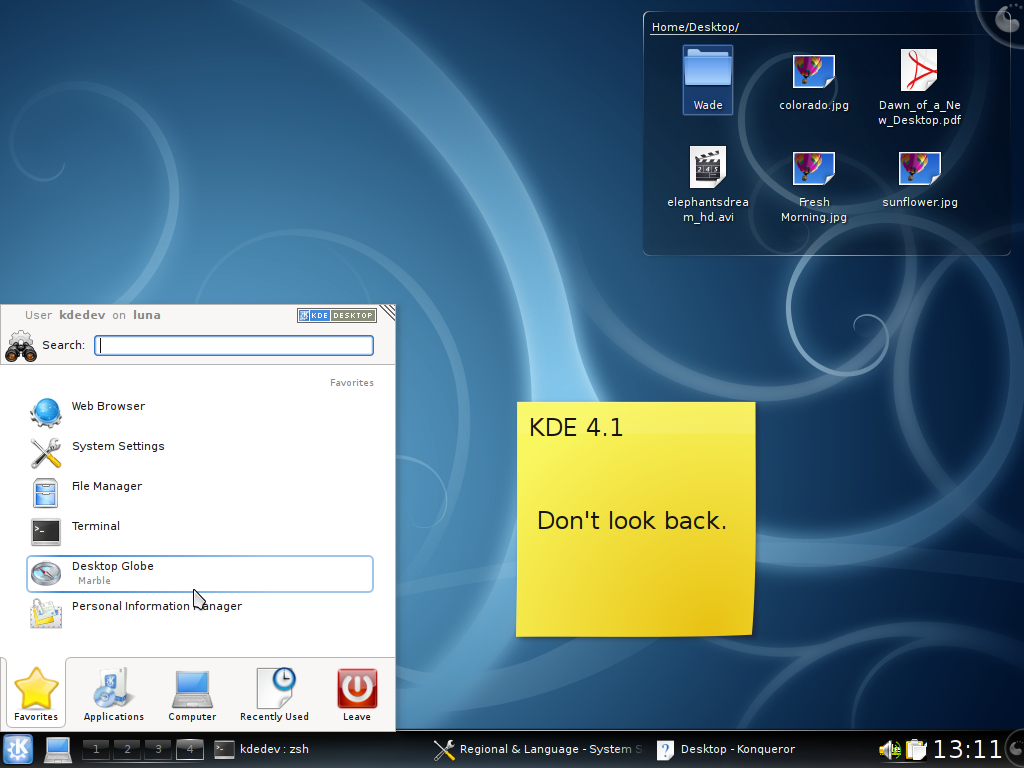
KDE 4.1
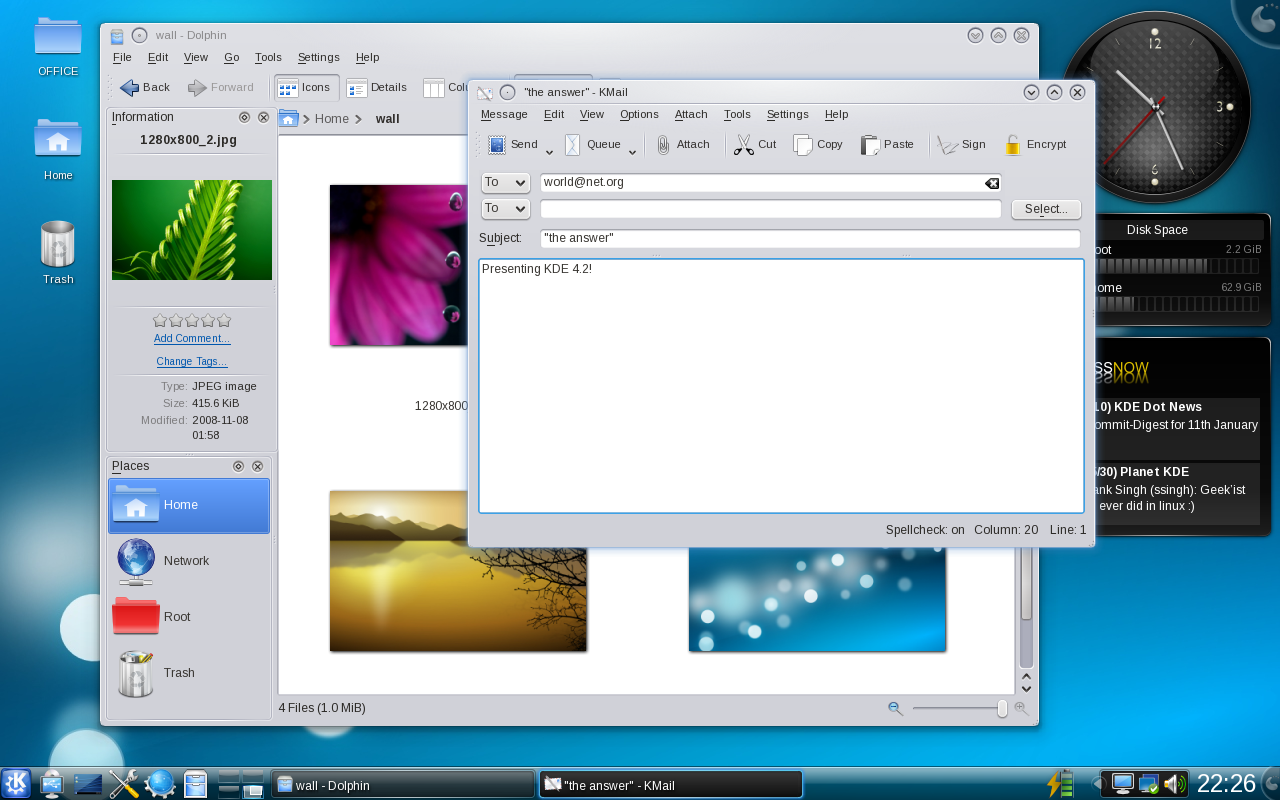
KDE 4.2
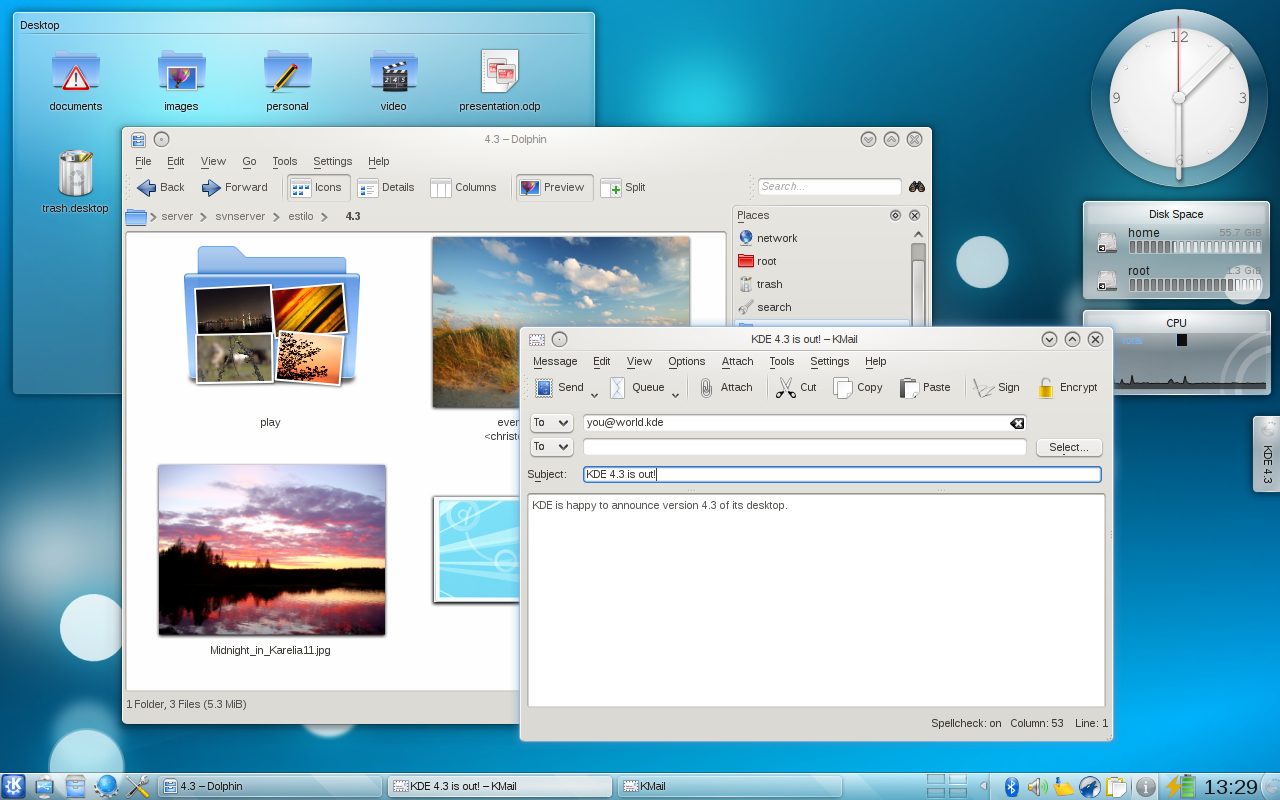
KDE 4.3
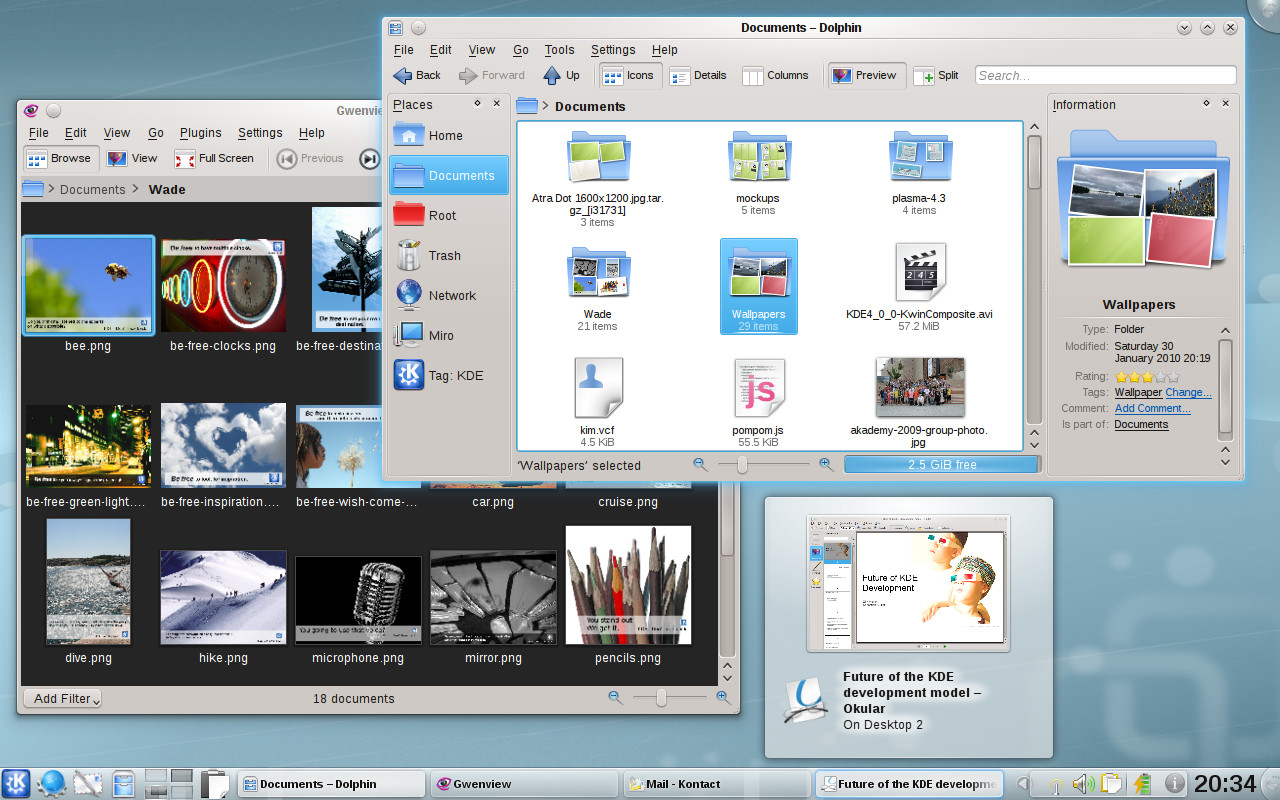
KDE SC 4.4
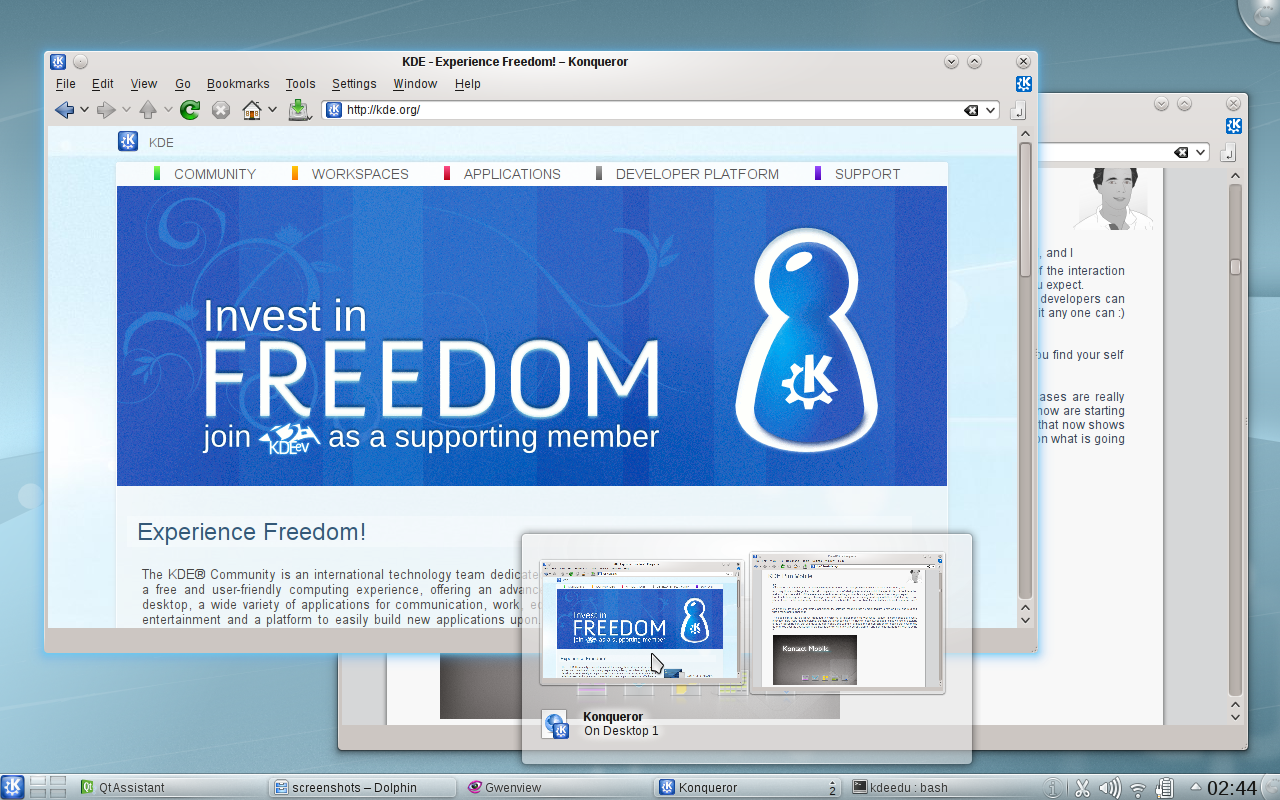
KDE SC 4.5
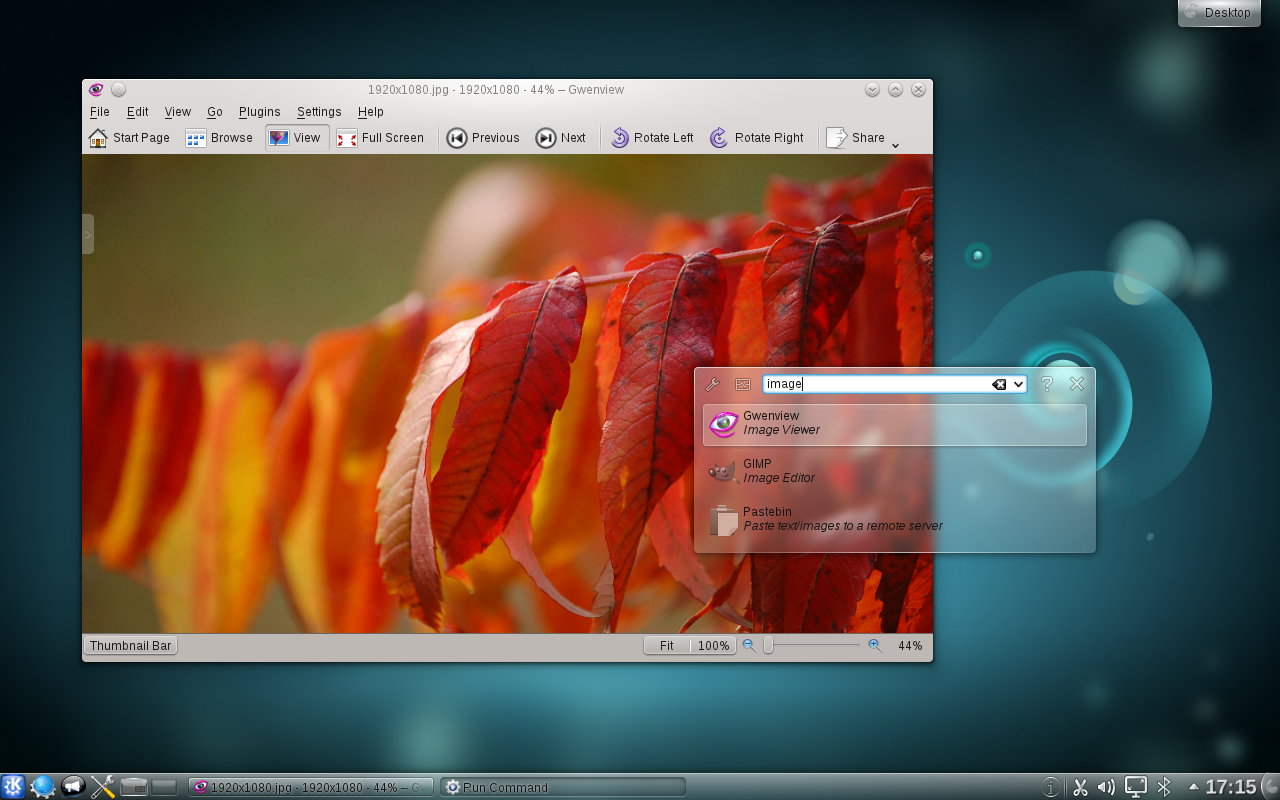
KDE SC 4.6
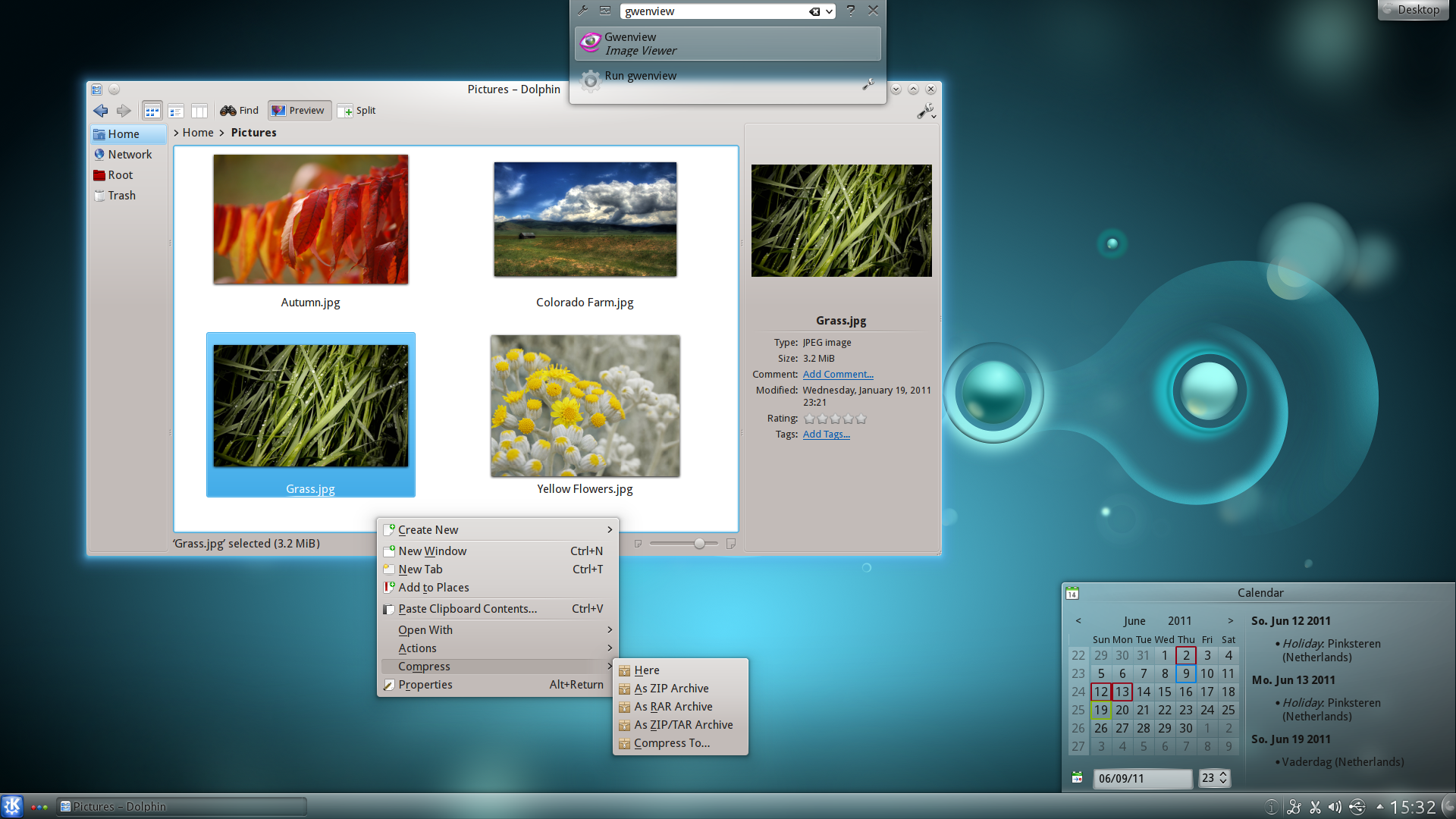
KDE SC 4.7
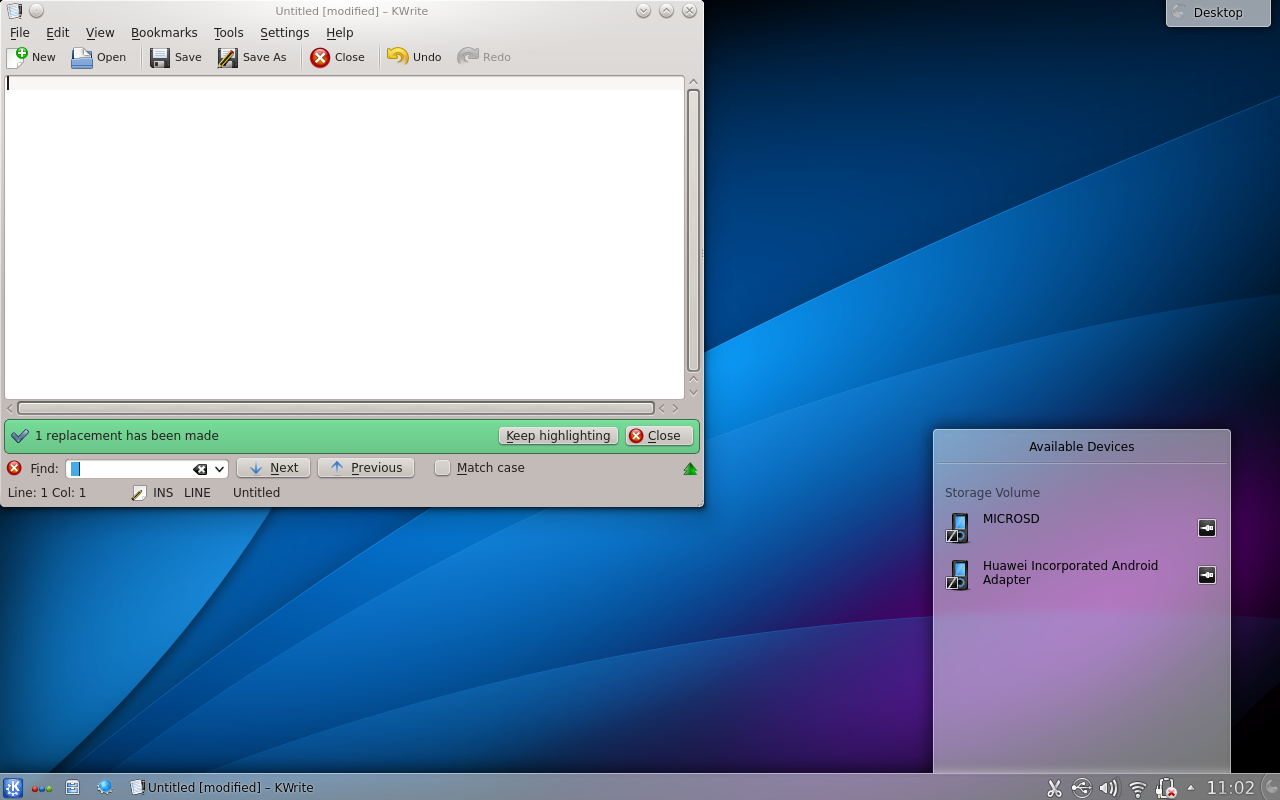
KDE SC 最新版

### KDE Plasma 5
サポート状況についてはSchedules/Plasma 5 - KDE Community Wikiを参照。
| バージョン                 | リリース日     | おもな新機能と変更点 |
| -------------------------- | -------------- | -------------------- |
| 5.0                        | 2014年7月15日  |                      |
| 5.1                        | 2014年10月15日 |                      |
| 5.2                        | 2015年1月27日  |                      |
| 5.3                        | 2015年4月28日  |                      |
| 5.4                        | 2015年8月25日  |                      |
| 5.5                        | 2015年12月8日  |                      |
| 5.6                        | 2016年3月22日  |                      |
| 5.7                        | 2016年7月5日   |                      |
| 5.8 LTS                    | 2016年10月4日  |                      |
| 5.9                        | 2017年1月31日  |                      |
| 5.10                       | 2017年5月30日  |                      |
| 5.11                       | 2017年10月10日 |                      |
| 5.12 LTS                   | 2018年2月6日   |                      |
| 5.13                       | 2018年6月12日  |                      |
| 5.14                       | 2018年10月9日  |                      |
| 5.15                       | 2019年2月12日  |                      |
| 5.16                       | 2019年6月6日   |                      |
| 5.17                       | 2019年10月15日 |                      |
| 5.18 LTS                   | 2020年2月11日  |                      |
| 5.19                       | 2020年6月9日   |                      |
| 5.20                       | 2020年10月13日 |                      |
| 5.21                       | 2021年2月16日  |                      |
| 5.22                       | 2021年6月8日   |                      |
| 5.23                       | 2021年10月14日 |                      |
| 5.24 LTS                   | 2022年2月8日   |                      |
| 5.25                       | 2022年06月14日 |                      |
| 5.26                       | 2022年10月11日 |                      |
| 5.27 LTS                   | 2023年02月14日 |                      |
| 凡例サポート終了サポート中 |                |                      |

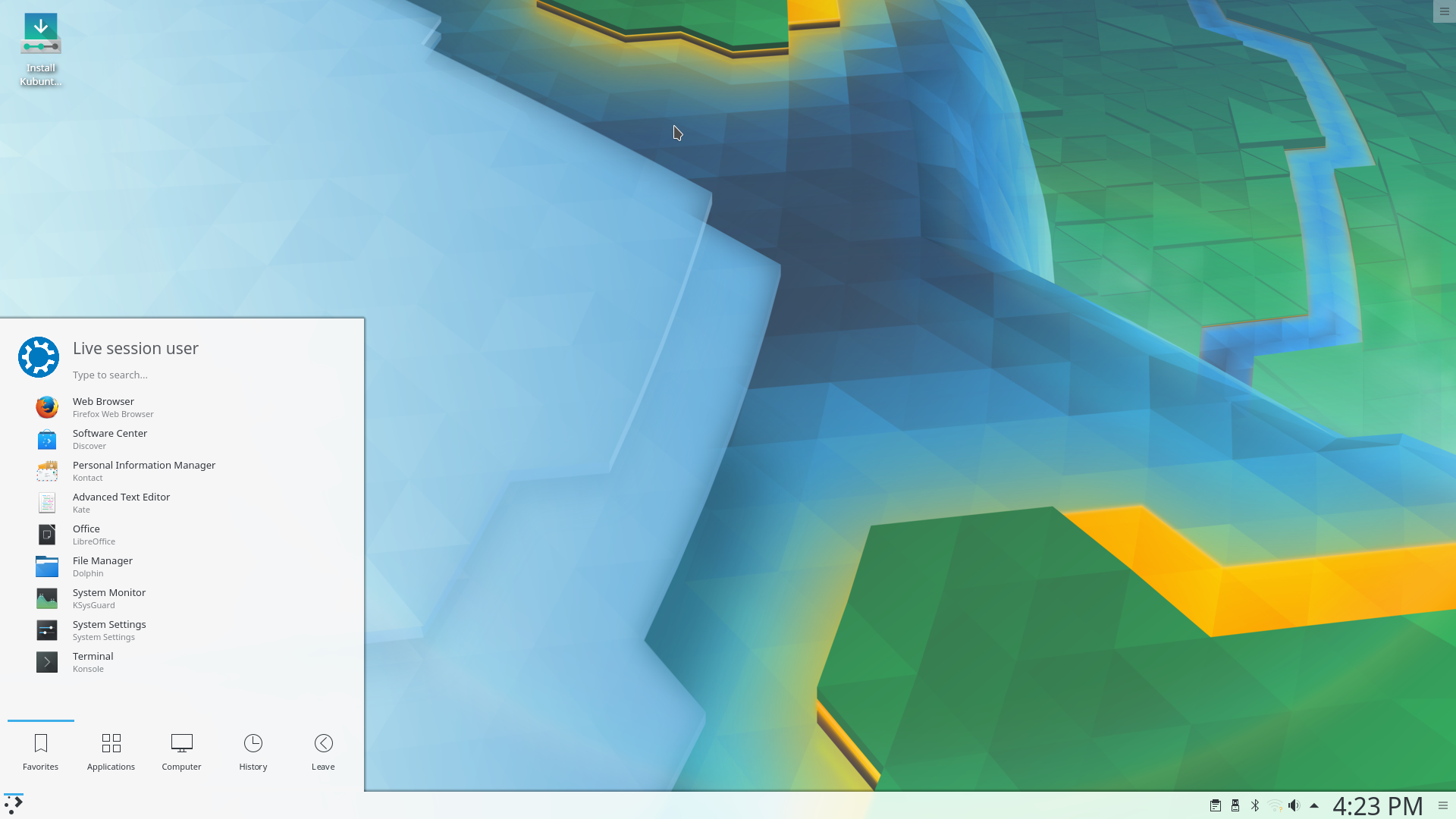
KDE Plasma 5
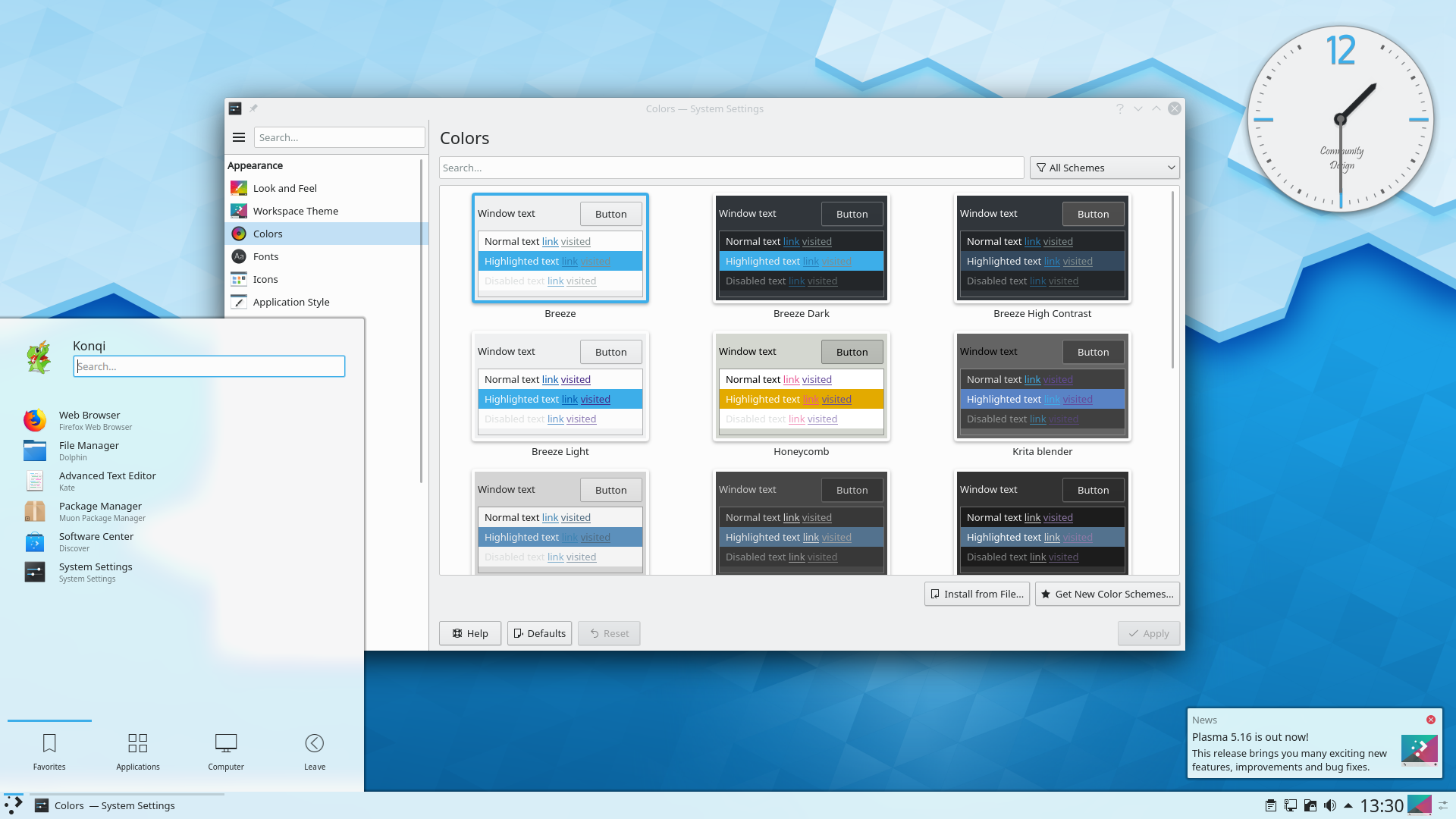
KDE Plasma 5.16

### KDE Plasma 6
| バージョン                                             | リリース日    | おもな新機能と変更点 |
| ------------------------------------------------------ | ------------- | --- |
| 6.0                                                    | 2024年2月28日 | Qt 6とKDE Frameworks 6を採用。デフォルトのディスプレイサーバにWaylandを採用、ルック＆フィール大幅な変更。 |
| 6.1                                                    | 2024年6月18日 | リモートデスクトップの統合 カスタマイズ機能の拡充、セッションの復元機能の改善 |
| 6.2                                                    | 2024年10月8日 | 描画タブレットのサポート向上電源管理の改善、アクセシビリティの向上、ユーザーインターフェースの改良 |
| 6.3                                                    | 2025年2月11日 | グラフィックと表示の改善、システムモニタリングと通知の強化、Kickoffメニューのアイコン表示。 |
| 6.4                                                    | 2025年6月17日 | セッション復元プロトコル、時刻に応じて自動に壁紙を変更する機能の追加、タイリング機能、システムトレイ機能の強化、改良。デスクトップのレイアウト変更機能の増加、タッチスクリーンのバグ修正、外部のマウントされたファイルシステムのエラーチェック機能の追加 |
| 凡例サポート終了サポート中現行バージョン将来のリリース |               | |

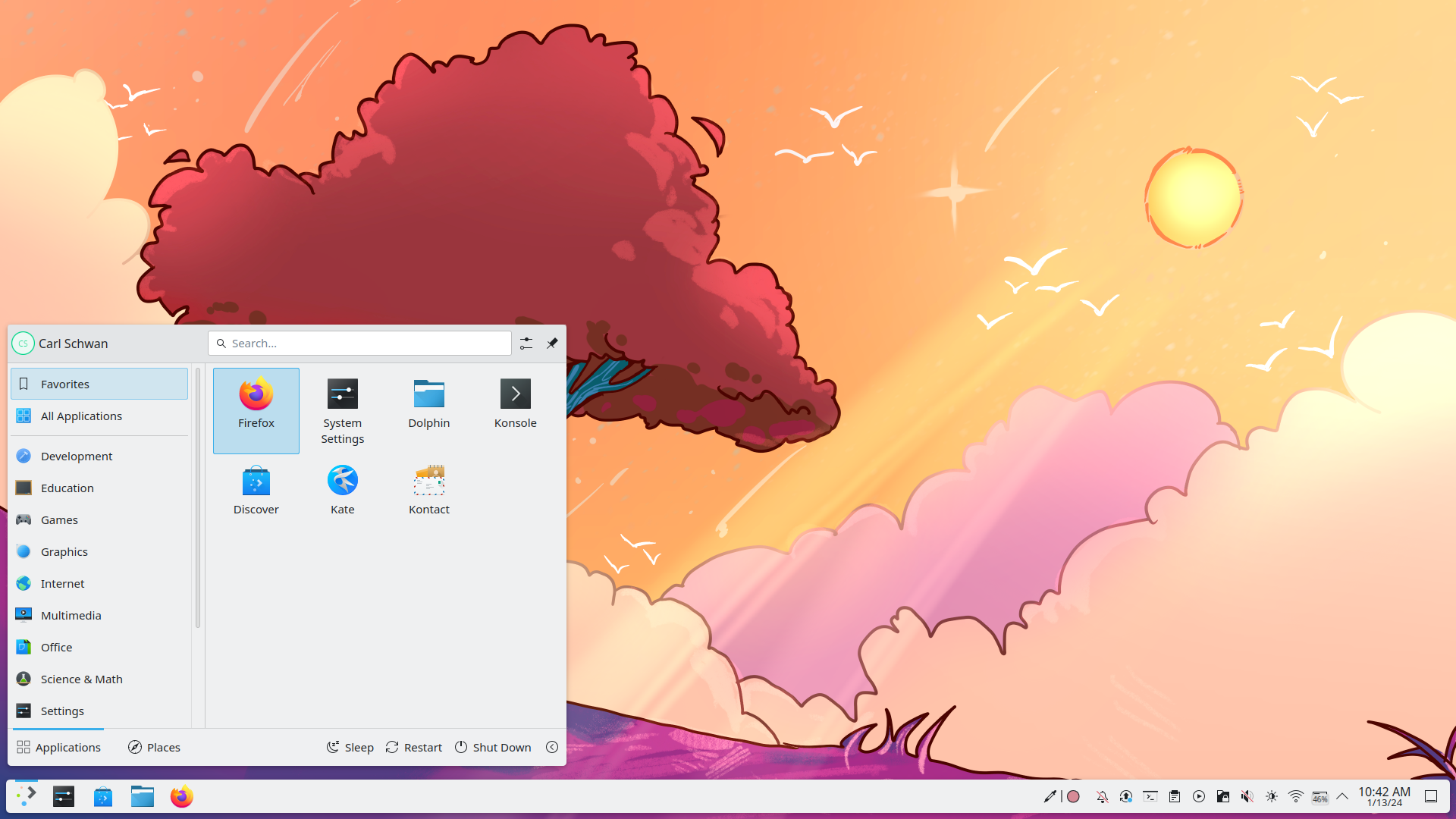
KDE Plasma 6.0
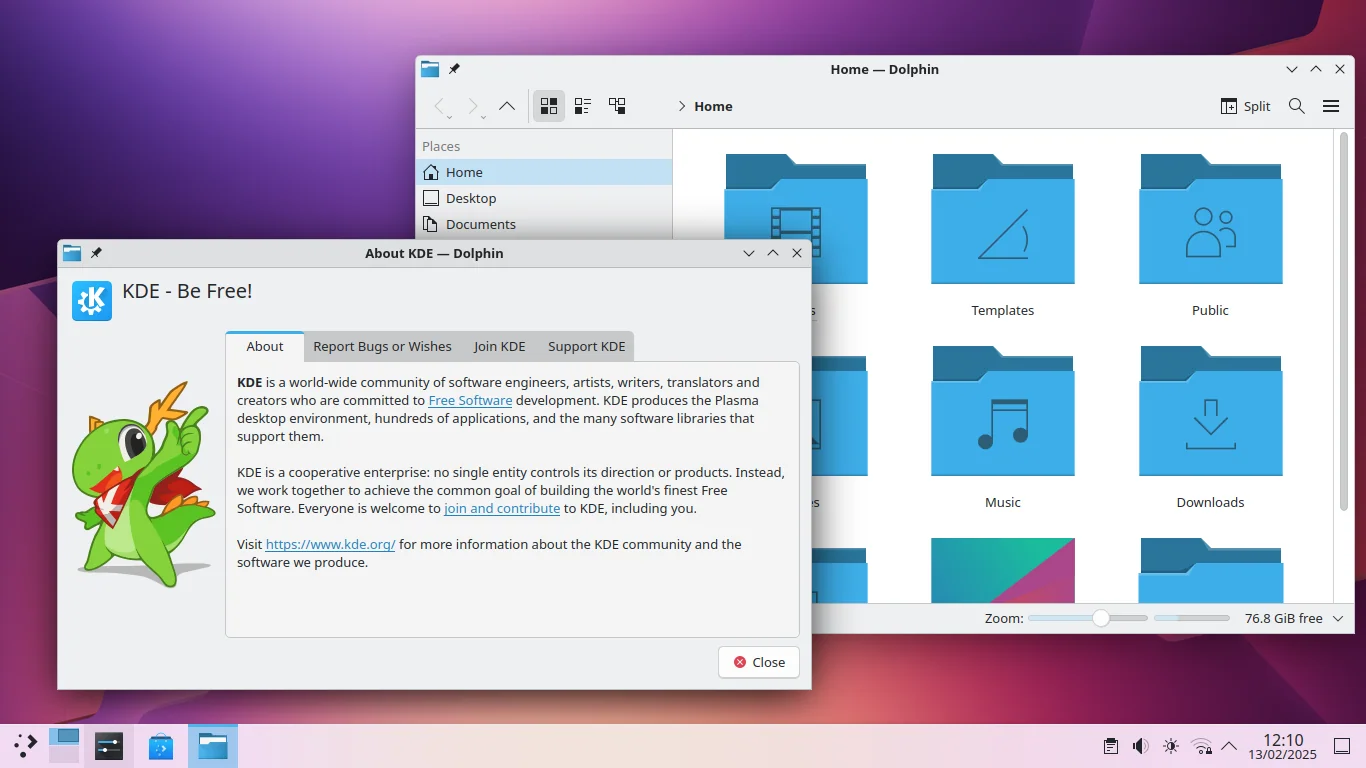
KDE Plasma 6.3